# Kościół św. Mikołaja w Tłukomach
Kościół świętego Mikołaja w Tłukomach – rzymskokatolicki kościół parafialny należący do parafii pod tym samym wezwaniem (dekanat Łobżenica diecezji bydgoskiej).
Jest to świątynia wzniesiona w latach 1912–1913 dzięki staraniom niemieckich ewangelików. Poświęcona została w 1948 roku. W tym samym roku kościół został przejęty – jako opuszczony przez gminę niemiecką obiekt – dla potrzeb parafii w Bługowie. Kościołowi zostało nadane wezwanie św. Mikołaja. W 1986 roku została erygowana parafia w Tłukomach. Świątynia jest duża, murowana, otynkowana, pokryta dachówką, posiada smukłą – wysoką wieżę. We wnętrzu jest umieszczony ołtarz główny i prowizoryczny – „soborowy”, a także mały ołtarz boczny z figurką Matki Bożej. Na chórze znajdują się nieczynne organy.